# Vicariato apostolico di Paksé
Il vicariato apostolico di Paksé (in latino Vicariatus Apostolicus Paksensis) è una sede della Chiesa cattolica in Laos immediatamente soggetta alla Santa Sede. Nel 2022 contava 21.919 battezzati su 1.524.321 abitanti. È retto dal vescovo Andrew Souksavath Nouane Asa.

## Territorio
Il vicariato apostolico comprende quattro province laotiane: Champasak, Salavan, Xekong e Attapeu.
Sede del vicariato è la città di Pakse, dove si trova la cattedrale del Sacro Cuore.
Il territorio è suddiviso in 57 parrocchie.

## Storia
Il vicariato apostolico è stato eretto il 12 giugno 1967 con la bolla Christi parabola di papa Paolo VI, ricavandone il territorio dal vicariato apostolico di Savannakhet.
L'11 dicembre 2016 a Vientiane sono stati beatificati alcuni martiri laotiani che hanno operato nel vicariato, fra cui i sacerdoti missionari René Dubroux, ucciso nel 1959, e Lucien Galan, ucciso nel 1968.

## Cronotassi dei vescovi
Si omettono i periodi di sede vacante non superiori ai 2 anni o non storicamente accertati.
- Jean-Pierre Urkia, M.E.P. † (12 giugno 1967 - 10 luglio 1975 dimesso)
- Thomas Khamphan † (10 luglio 1975 - 30 ottobre 2000 ritirato)
- Louis-Marie Ling Mangkhanekhoun (30 ottobre 2000 - 16 dicembre 2017 nominato vicario apostolico di Vientiane)
  - Sede vacante (2017-2022)
- Andrew Souksavath Nouane Asa, dal 31 maggio 2022[3]

## Statistiche
Il vicariato apostolico nel 2022 su una popolazione di 1.524.321 persone contava 21.919 battezzati, corrispondenti all'1,4% del totale.
| anno | popolazione | popolazione | popolazione | presbiteri | presbiteri | presbiteri | presbiteri                | diaconi | religiosi | religiosi | parrocchie |
| anno | battezzati  | totale      | %           | numero     | secolari   | regolari   | battezzati per presbitero | diaconi | uomini    | donne     | parrocchie |
| ---- | ----------- | ----------- | ----------- | ---------- | ---------- | ---------- | ------------------------- | ------- | --------- | --------- | ---------- |
| 1970 | 6.711       | 500.000     | 1,3         | 17         | 3          | 14         | 394                       |         | 14        | 60        |            |
| 1974 | 8.545       | 550.000     | 1,6         | 12         |            | 12         | 712                       |         | 12        | 38        | 11         |
| 1988 | 8.634       | 660.000     | 1,3         | 15         | 3          | 12         | 575                       |         | 12        | 17        | 11         |
| 1999 | 11.362      | 910.000     | 1,2         | 2          | 2          |            | 5.681                     |         |           | 19        | 51         |
| 2000 | 11.793      | 914.000     | 1,3         | 2          | 2          |            | 5.896                     |         |           | 18        | 47         |
| 2001 | 13.123      | 925.652     | 1,4         | 2          | 2          |            | 6.561                     |         |           | 18        | 47         |
| 2002 | 11.750      | 926.006     | 1,3         | 2          | 2          |            | 5.875                     |         |           | 18        | 46         |
| 2003 | 14.519      | 1.098.000   | 1,3         | 3          | 3          |            | 4.839                     |         |           | 18        | ?          |
| 2005 | 14.519      | 1.098.000   | 1,3         | 3          | 3          |            | 4.839                     |         |           | 18        | 46         |
| 2010 | 16.332      | 1.134.196   | 1,4         | 5          | 5          |            | 3.266                     |         |           | 20        | ?          |
| 2014 | 15.702      | 1.238.000   | 1,3         | 7          | 6          | 1          | 2.243                     |         | 10        | 12        | ?          |
| 2016 | 15.120      | 1.345.560   | 1,1         | 7          | 6          | 1          | 2.160                     |         | 9         | 16        | ?          |
| 2017 | 15.406      | 1.370.000   | 1,1         | 7          | 6          | 1          | 2.200                     |         | 14        | 16        | ?          |
| 2020 | 21.129      | 1.301.500   | 1,6         | 15         | 9          | 6          | 1.408                     |         | 14        | 15        | 57         |
| 2022 | 21.919      | 1.524.321   | 1,4         | 15         | 9          | 6          | 1.461                     |         | 13        | 19        | 57         |